# Ipoella colmani
Ipoella colmani är en insektsart som beskrevs av Evans 1966. Ipoella colmani ingår i släktet Ipoella och familjen dvärgstritar. Inga underarter finns listade i Catalogue of Life.